# Carica quercifolia
Carica quercifolia là một loài thực vật có hoa trong họ Caricaceae. Loài này được (A.St.Hil.) Hieron. mô tả khoa học đầu tiên năm 1882.